# Liste der Berge der Tannheimer Gruppe

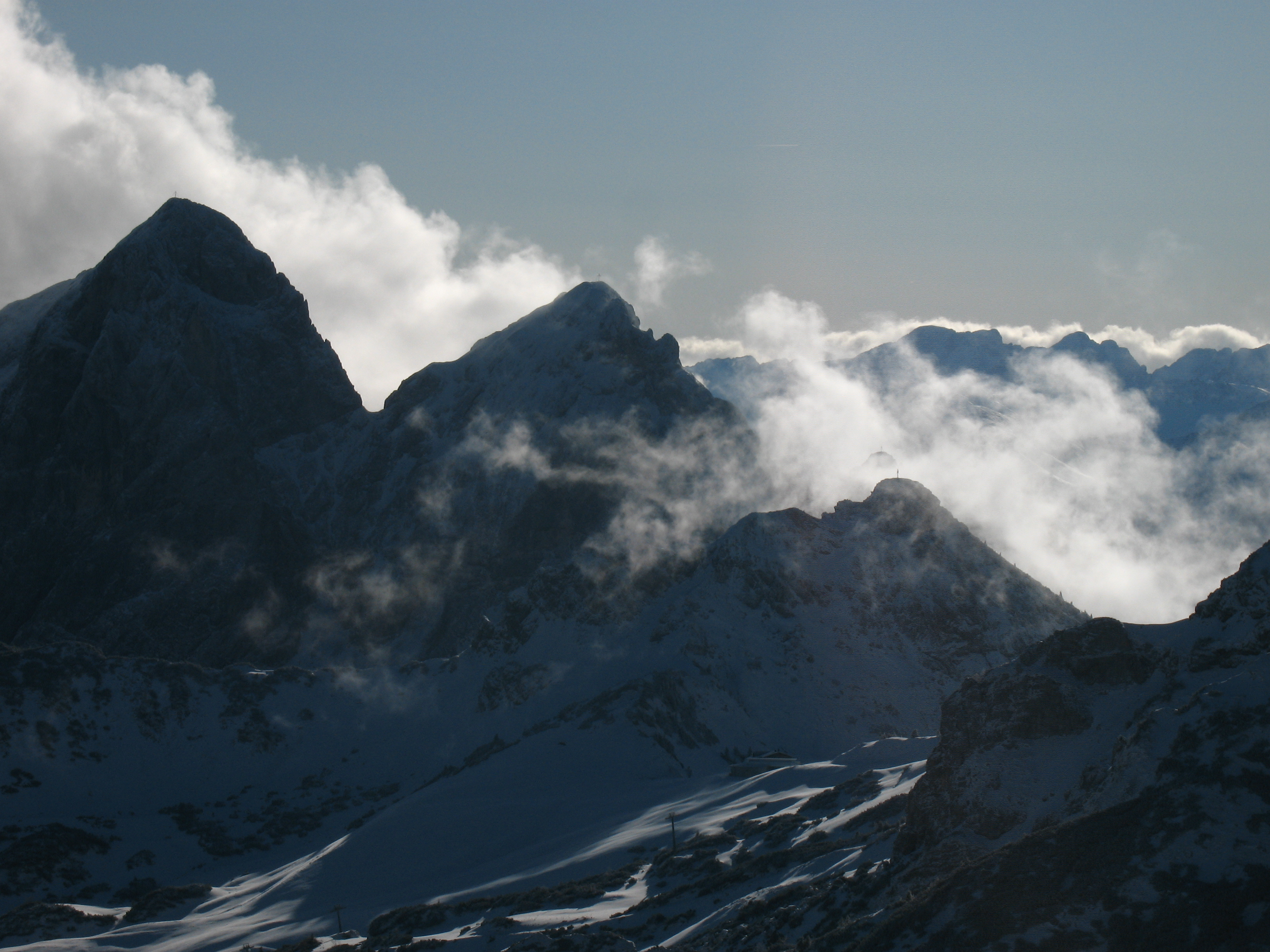
Gimpel, Rote Flüh, Schartschrofen und Läuferspitze

Diese Liste umfasst die wichtigsten Berge der Gruppe der Tannheimer Berge in den Allgäuer Alpen. Abgegrenzt werden die Berge im Norden, Süden (Tannheimer Tal) sowie Westen durch die Vils und im Osten durch den Lech.

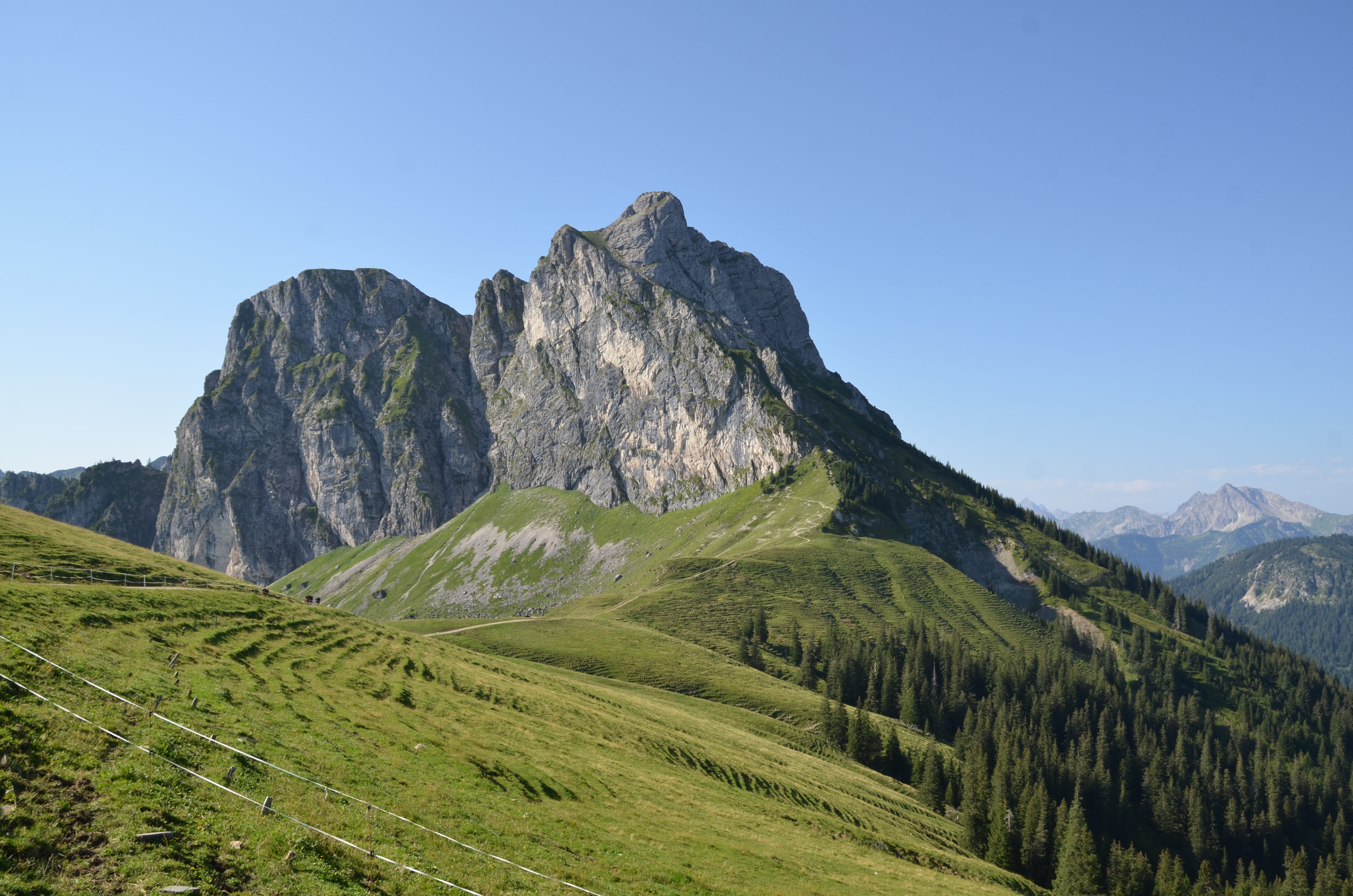
Aggenstein (Sommer 2017)

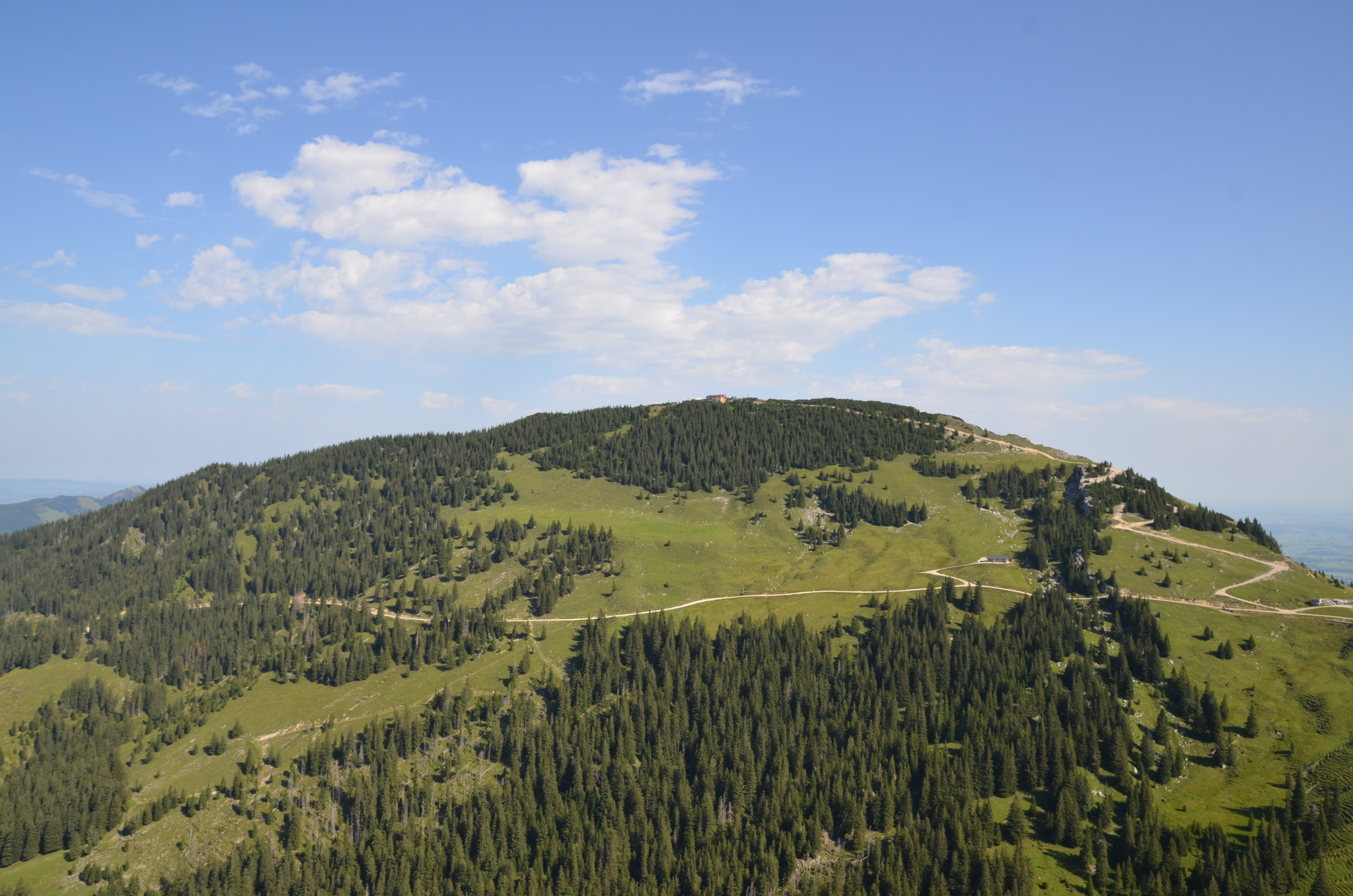
Breitenberg (Sommer 2017)

## Legende
- Nr.: Rangfolge der Gipfel. Die Gipfel sind der Höhe nach geordnet.
- Name: In der Literatur verwendeter Name.
- Höhe: Höhe des Gipfelpunktes in Meter. Je nach Lage in Normalhöhennull (Deutschland) oder Meter über Adria (Österreich).[Anm. 1]
- Talort: Zuordnung zu Talort von welchem typischerweise eine Besteigung vorgenommen wird.
- Lage: Staat in dem sich der Gipfel befindet.
- Schartenhöhe: Die Schartenhöhe ist die Höhendifferenz zwischen Gipfelhöhe und der höchstgelegenen Einschartung, bis zu der man mindestens absteigen muss, um einen höheren Gipfel zu erreichen. Angegeben in Meter mit Bezugspunkt.
- Dominanz: Die Dominanz beschreibt den Radius des Gebietes, das der Berg überragt. Angegeben in Kilometer mit Bezugspunkt (kaufmännisch gerundet auf 100 Meter).
- Bild: Abbildung des jeweiligen Berges.

## Gipfel
Durch klicken auf das Symbol im Spaltenkopf ist die Tabelle sortierbar. Alle Angaben sind den angegebenen Quellen entnommen.
| Nr. | Name                                  | Höhe (m) | Talort                       | Lage                    | Schartenhöhe (m)                    | Dominanz (km)      | Bild                            |
| --- | ------------------------------------- | -------- | ---------------------------- | ----------------------- | ----------------------------------- | ------------------ | ------------------------------- |
| 1   | Kellenspitze Köllenspitze Metzenarsch | 2238     | Nesselwängle                 | Österreich              | 1102 Nesselwängle                   | 9,2 Leilachspitze  | Kellenspitze (2238 m)           |
| 2   | Gimpel                                | 2176     | Nesselwängle                 | Österreich              | 169 Nesselwängler Scharte           | 0,9 Kellenspitze   | Gimpel (2173 m)                 |
| 3   | Gehrenspitze                          | 2163     | Reutte                       | Österreich              | 309 Gehrenjoch                      | 1,8 Kellenspitze   | Gehrenspitze (2163 m)           |
| 4   | Rote Flüh                             | 2108     | Nesselwängle                 | Österreich              | 138 Judenscharte                    | 0,3 Gimpel         | Rote Flüh (2163 m)              |
| 5   | Kellenschrofen                        | 2091     | Nesselwängle                 | Österreich              | 91 Einschartung zur Kellenspitze    | 0,4 Kellenspitze   | Kelleschrofen (2091 m)          |
| 6   | Schäfer Kleiner Gimpel                | 2060     | Nesselwängle                 | Österreich              | 60 Nesselwängler Scharte            | 0,3 Kellenspitze   |                                 |
| 7   | Große Schlicke                        | 2059     | Musau-Roßschläg              | Österreich              | 262 Vilser Scharte                  | 1,8 Gimpel         | Große Schlicke (2059 m)         |
| 8   | Schneid Schneidspitze                 | 2009     | Nesselwängle                 | Österreich              | 149 Sabachjoch                      | 0,7 Kellenspitze   | Schneid (2009 m)                |
| 9   | Brentenjoch                           | 2000     | Grän-Enge                    | Österreich              | 284 Füssener Jöchl                  | 3,7 Große Schlicke | Brentenjoch (2000 m)            |
| 10  | Gaichtspitze                          | 1986     | Gaicht                       | Österreich              | 269 Tiefjoch                        | 3,0 Schneid        | Gaichtspitze (1986 m)           |
| 11  | Aggenstein                            | 1985     | Pfronten/ Grän-Enge          | Deutschland/ Österreich | 288 Einschartung zum Brentenjoch    | 1,8 Brentenjoch    | Aggenstein (1986 m)             |
| 12  | Schartschrofen                        | 1968     | Grän-Haldensee/ Nesselwängle | Österreich              | 93 Gelbe Scharte                    | 0,4 Rote Flüh      | Schartschrofen (1968 m)         |
| 13  | Läuferspitze                          | 1958     | Grän                         | Österreich              | 107 Hallergernjoch                  | 0,8 Schartschrofen | Läuferspitze (1958 m)           |
| 12  | Sefenspitze                           | 1948     | Grän                         | Österreich              | 132 Füssener Jöchl                  | 0,9 Läuferspitze   | Sefenspitze (1948 m)            |
| 13  | Hahnenkopf                            | 1942     | Grän                         | Österreich              | 82 Einschartung zur Läuferspitze    | 0,7 Läuferspitze   | Hahnenkopf (1942 m)             |
| 14  | Hahnenkamm                            | 1938     | Reutte                       | Österreich              | 127 Einschartung zur Gaichtspitze   | 1,3 Gaichtspitze   | Hahnenkamm (1938 m)             |
| 15  | Sebenspitze                           | 1935     | Grän                         | Österreich              | 75 Einschartung zum Sefenspitze     | 0,5 Sefenspitze    | Sebenspitze (1935 m)            |
| 16  | Hallerschrofen                        | 1934     | Grän                         | Österreich              | 34 Einschartung zur Läuferspitze    | 0,2 Läuferspitze   | Hallerschrofen (1934 m)         |
| 17  | Einstein                              | 1866     | Tannheim                     | Österreich              | 626 Passhöhe bei Enge               | 3,5 Aggenstein     | Einstein (1866 m)               |
| 18  | Seichenkopf                           | 1864     | Grän                         | Österreich              | 24 Sefensattel                      | 1,5 Sefenspitze    | Seichenkopf (1864 m)            |
| 19  | Lumberger Grat                        | 1860     | Grän                         | Österreich              | 20 Einschartung zum Seichenkopf     | 0,5 Sefenspitze    | Lumberger Grat (1860 m)         |
| 20  | Breitenberg                           | 1838     | Pfronten                     | Deutschland             | 198 Einschartung zum Aggenstein     | 1,2 Aggenstein     | Breitenberg (1838 m)            |
| 21  | Vilser Kegel                          | 1831     | Vils                         | Österreich              | 231 Hundsarschjoch                  | 2,0 Große Schlicke | Vilser Kegel (1831 m)           |
| 22  | Wildböden                             | 1803     | Vils                         | Österreich              | 58 Einschartung zur Großen Schlicke | 0,3 Große Schlicke | Wildböden (1817 m)              |
| 23  | Lachenköpfle Hirtenköpfle             | 1710     | Tannheim                     | Österreich              | 53 Scharte zum Einstein             | 0,8 Einstein       |                                 |
| 24  | Schönkahler                           | 1688     | Pfronten                     | Deutschland/ Österreich | 208 Einschartung zum Einstein       | 2,5 Einstein       | Schönkahler (1688 m)            |
| 25  | Rappenschrofen                        | 1551     | Grän                         | Österreich              | 59 Rappentalsattel                  | 0,5 Lachenköpfle   | Rappenschrofen (1551 m, rechts) |
| 26  | Roter Stein                           | 1547     | Vils                         | Österreich              | 127 Einschartung zum Brentenjoch    | 0,4 Brentenjoch    | Roter Stein (1547 m)            |
| 27  | Mittelberg                            | 1535     | Pfronten                     | Österreich              | 50 Einstein                         | 0,3 Breitenberg    |                                 |
| 28  | Kienberg                              | 1535     | Tannheimer Berge             | Deutschland             | 228 Himmelreich                     | 2,5 Breitenberg    | Kienberg (1551 m)               |
| 29  | Ächsele                               | 1525     | Tannheimer Berge             | Österreich              | 85 Einschartung zum Schönkahler     | 0,5 Schönkahler    | Hinteres Ächsele (1525 m)       |
| 30  | Westerkienberg                        | 1488     | Tannheimer Berge             | Deutschland             | 230 Einschartung zum Ächsele        | 1,5 Ächsele        | Westerkienberg (1488 m)         |
| 31  | 3. Pfrontener Berg                    | 1384     | Tannheimer Berge             | Deutschland             | 123 Einschartung zum Kienberg       | 0,8 Kienberg       | Pfrontener Berg (1384 m)        |

1. ↑  Abweichungen von anderen Höhenangaben können nicht ausgeschlossen werden. Dies gilt insbesondere für Grenzgipfel.
2. 1 2 3 4 5 6 7 8 9  Genauer Wert nicht bekannt, angegebener Wert ist ein Mindestwert (kann bis um 19 Meter höher sein). Ermittelt wurde er aus dem Abstand der Höhenlinien (20 Höhenmeter) in einer topografischen Karte (Maßstab 1:25.000).